# Квернгайм
Квернгайм (нім. Quernheim) — громада в Німеччині, розташована в землі Нижня Саксонія. Входить до складу району Діпгольц. Складова частина об'єднання громад Альтес-Амт-Лемферде.
Площа — 6,25 км2. Населення становить 490 ос. (станом на 31 грудня 2021).